# جزيرة العاشق الصغير (ميدي)

تعديل مصدري - تعديل

جزيرة العاشق الصغير هي إحدى جزر مديرية ميدي التابعة لمحافظة حجة.